# 神奈川県立商工高等学校
神奈川県立商工高等学校（かながわけんりつ しょうこうこうとうがっこう）は、神奈川県横浜市保土ケ谷区にある県立の専門高等学校。通称は「県商工」もしくは「商工」

## 設置学科
- 全日制課程（～2012年度）過去には2クラス編成の学科もあった
  - 商業科
  - 情報処理科
  - 国際経済科
  - 機械科
  - 電気科
  - 化学科
- 全日制課程（2013年度～）
  - 総合ビジネス科（商業）
    - 会計コース・情報コース・流通コース

  - 総合技術科（工業）
    - 機械コース・電気コース・化学コース

2017年（平成29 年度）から1年生はこれまでの6クラスから8クラス（1クラス29名の少人数クラス）展開に変更。2年生以降は学科別・系別の7クラス編成となる。

## 改編について
- 2010年（平成22年）4月に総合学科（単位制）高校に改編され、改編後は情報デザイン・メカトロニクス・環境科学・国際ビジネス・人文社会分野の5系列が設置される予定となっていた。それに伴い校名の変更も検討されていた。しかし、2008年（平成20年）10月に耐震化対策として補強工事等を優先するため、当分の間、改編が先送りされることが発表された[1]。

## 沿革
- 1920年（大正9年）4月1日 砂糖石油綿の仲買で財を成した豪商・増田屋安部幸兵衛の寄付により弘明寺の地に、神奈川県立商工実習学校（5年制）として創立。設置学科　商業・工業（機械・電気・応用科学）。校長は横浜高等工業学校長の鈴木達治が兼務した。
- 1921年（大正10年）10月28日 校舎本館完成（横浜市大岡町字通町610番地）
- 1923年（大正12年）9月1日 関東大震災により校舎倒壊
- 1926年（昭和元年）2月6日 校舎本館完成
- 1928年（昭和3年）2月9日 実習工場完成
- 1928年（昭和3年）第14回全国中等学校優勝野球大会に出場。
- 1931年（昭和6年）第8回選抜中等学校野球大会及び第17回全国中等学校優勝野球大会に出場。
- 1948年（昭和23年）4月1日 神奈川県立商工高等学校と改称

　　　　　　設置学科　全日制：商業・工業（機械・電気・工業化学）
　　　　　　　　　　　定時制：工業（機械・電気）
- 1950年（昭和25年）第32回全国高等学校野球選手権大会に神奈川県代表として出場。
- 1974年（昭和49年）3月18日 保土ケ谷区に新校舎完成、移転
- 1974年（昭和49年）4月1日 全日制課程に情報処理科新設
- 1980年（昭和55年）3月31日 定時制課程廃止
- 1988年（昭和63年）4月1日 学科改編により工業化学科を化学科に改称
- 1992年（平成4年）10月31日 国際経済科新設
- 2013年（平成25年）4月1日 学科改編により総合ビジネス科・総合技術科開校
- 2016年（平成28年）8月29日 耐震化された新校舎完成（1Fは機械系エリア、2Fは電気系エリア、3Fは化学系エリア、4Fはビジネス系エリア、5Fは芸術・家庭科エリア）

## 部活動
- 硬式野球部は、過去3回夏の甲子園に出場している古豪（全国高等学校野球選手権神奈川大会参照）。終戦後、宇佐美一夫がコーチに就き、大沢啓二らが活躍した。近年は、第98回全国高等学校野球選手権神奈川大会でベスト32の成績を残している
- 陸上競技部はインターハイ、国体、日本ジュニア選手権大会等の全国大会に出場し、入賞もしている。
- 女子バスケットボール部はインターハイ11回の出場を誇る古豪。
- 軟式野球部は第1回全国高等学校軟式野球選手権神奈川大会で優勝をしている古豪。

### 不祥事
上述の硬式野球部が、1951年の第33回全国高等学校野球選手権神奈川大会2回戦の対逗子開成高校戦での審判員の判定に不満を持った一部の部員によって、試合終了後に審判員に暴行を加える事件が発生し、1年間の対外試合禁止処分を受けた。

## 所在地
- 神奈川県横浜市保土ケ谷区今井町743

## 交通
出典 : 
| 乗車駅                               | のりば | 系統     | 下車停留所             |
| ------------------------------------ | ------ | -------- | ---------------------- |
| 相模鉄道（本線・いずみ野線）二俣川駅 | 南口1  | 旭1・旭2 | 「左近山第4」、徒歩7分 |
| 東日本旅客鉄道（JR東日本）保土ケ谷駅 | 東口2  | 旭4      | 「美立橋」、徒歩3分    |
| 東日本旅客鉄道（JR東日本）東戸塚駅   | 西口2  | 旭6      | 「環2今井」、徒歩10分  |

## 著名な出身者
- 高橋輝彦（プロ野球選手）
- 大沢清（プロ野球選手）
- 大沢啓二（プロ野球選手・監督）
- 古山良司（競馬騎手・調教師）
- 糸文弘（映画監督・脚本家・劇作家・演出家）
- 三遊亭圓好（落語家）
- ジャッキー佐藤（女子プロレスラー、2年次中途退学）
- 石井正則（俳優、タレント、ナレーター）
- あべこうじ（お笑い芸人）
- 上尾野辺めぐみ（サッカー選手）